# Christian Benedetti
Pour les articles homonymes, voir Benedetti.
Christian Benedetti est un acteur et metteur en scène français né en 1958. Il est directeur du Théâtre-Studio à Alfortville depuis 1997.

## Biographie

### Formation
- Conservatoire de Marseille
- (1977-1980) Conservatoire national supérieur d'art dramatique de Paris avec pour professeur Antoine Vitez

Il fait plusieurs séjours d'études à Moscou avec Oleg Tabakov et Anatoli Vassiliev, en Hongrie avec le Théâtre Katona de Budapest et à Prague avec Otomar Krejča. Au théâtre il joue notamment avec Marcel Maréchal, Jean-Pierre Bisson, Marcel Bluwal, Antoine Vitez, Otomar Krejča, Aurélien Recoing, Sylvain Creuzevault.

### Engagement politique
Christian Benedetti est candidat sur la liste de La France insoumise (LFI) aux élections européennes de 2019, en 76e position sur 79. Il est présent lors de plusieurs meetings, aux côtés de Mathilde Panot, députée de la dixième circonscription du Val-de-Marne.
En 2020, il se présente de nouveau pour LFI à l'élection législative partielle de la neuvième circonscription du Val-de-Marne, où il recueille 6,6 % des suffrages.
En 2021, il figure sur la liste de La France insoumise en Île-de-France, conduite par Clémentine Autain pour les élections régionales.

## Filmographie

### Cinéma
- 1979 : Profession : comédien de Catherine Barma
- 1981 : Asphalte de Denis Amar
- 1981 : Eaux profondes de Michel Deville
- 1982 : Les Misérables de Robert Hossein
- 1992 : La Crise de Coline Serreau
- 1994 : La Machine de François Dupeyron
- 1994 : La Séparation de Christian Vincent
- 1997 : La Divine Poursuite de Michel Deville
- 1998 : Blue Beach de Sam Raommy
- 2005 : Caché de Michael Haneke
- 2012 : Peluche de Célia Kirche
- 2012 : La morale m'habite de Alban Ravassard (court-métrage)
- 2013 : Avant que de tout perdre de Xavier Legrand
- 2013 : La Place du mort de Lucas Bernard (court-métrage)
- 2014 : L'Appel d'Alban Ravassard (court-métrage)
- 2018 : Un beau voyou de Lucas Bernard
- 2019 : Mon inconnue de Hugo Gélin
- 2019 : Hors normes d’Eric Toledano et Olivier Nakache
- 2020 : Miss de Ruben Alves : le président du comité Miss France
- 2022 : Les Promesses de Thomas Kruithof : Bertrand
- 2022 : Novembre de Cédric Jimenez : Représentant santé

### Télévision
- 1978 : Histoire et fiction de Edouard Logereau
- 1978 : Le jeune homme en vert de Roger Pigaut
- 1980 : Van Gogh de Charles Brabant
- 1981 : Ursule Mirouet de Charles Brabant
- 1983 : Les Capricieux de Michel Deville
- 1984 : Le jardin d'Eponine de Michel Boisrond
- 1984 : Irène et Fred, téléfilm de Roger Kahane
- 1987 : Enquête sur l'évolution litteraire en 1891 de Jules Huret Gustave Kahn de Bernard Dubois
- 1988 : Les nuits révolutionnaires de Charles Brabant
- 1989 : La peau du gorille d'Édouard Molinaro
- 1998 : Petit Ben d'Ismaël Ferroukhi
- 1999 : Julie Lescaut d'Alain Wermus (1 épisode)
- 2000 : Un flic nommé Lecœur de Jean-Yves le Pitoun (1 épisode)
- 2007 : Paris, enquêtes criminelles de Dick Wolf (1 épisode)
- 2009 : Julie Lescaut, épisode Les Intouchables
- 2021 : En Thérapie / Saison 2  par Éric Toledano et Olivier Nakache
- 2021 : Les petits meurtres d'Agatha Chistie (en un claquement de doigt) par Émilie Deleuze

## Théâtre

### Comédien
- 1976 : Falstafe de Valère Novarina d'après Henri IV de Shakespeare, mise en scène Marcel Maréchal, Théâtre du Gymnase
- 1976 : Ton nom dans le feu des nuées, Elisabeth de Jean Vauthier, mise en scène Bernard Ballet, Marcel Maréchal, Jean Vauthier, Théâtre du Gymnase
- 1977 : Ton nom dans le feu des nuées, Elisabeth de Jean Vauthier, mise en scène Bernard Ballet, Marcel Maréchal, Jean Vauthier, Théâtre national de l'Odéon
- 1977 : Falstafe de Valère Novarina d'après Henri IV de Shakespeare, mise en scène Marcel Maréchal, Théâtre national de l'Odéon, Théâtre Gérard Philipe
- 1980 : La Mouette d'Anton Tchekhov mise en scène Christian Benedetti
- 1980 : Waiting for Lefty de Clifford Odets mise en scène Marcel Bluwal
- 1980 : Le Petit Mahagonny (Mahagonny Songspiel) de Bertolt Brecht mise en scène Marcel Bluwal
- 1980 : Kean d'après Alexandre Dumas, mise en scène Jean-Pierre Bisson, Festival d'Avignon
- 1981 : Othello de William Shakespeare mise en scène Vincent Colin
- 1982 : La Mort en ce théâtre de Christian Benedetti, mise en scène Christian Benedetti, Festival d'Avignon
- 1982 : Père d'August Strindberg mise en scène Otomar Krejča
- 1994 : Macbeth, de William Shakespeare, mise en scène Véronique Vellard, Festival off, Avignon
- 1996 : TDM 3 de Didier-Georges Gabilly mise en scène Aurélien Recoing
- 2001 : Onze débardeurs  d'Edward Bond, création en France, mise en scène Christian Benedetti, Théâtre-Studio Alfortville
- 2008 : Product de Mark Ravenhill, mise en scène Sylvain Creuzevault, La Java
- 2009 : Product de Mark Ravenhill, mise en scène Sylvain Creuzevault, théâtre Jean-Arp, Clamart
- 2010 : Product de Mark Ravenhill, mise en scène Sylvain Creuzevault, La Criée
- 2011 : La Mouette d'Anton Tchekhov, mise en scène Christian Benedetti, Théâtre du Beauvaisis, Théâtre-Studio Alfortville
- 2012 : Oncle Vania d'Anton Tchekhov, mise en scène Christian Benedetti, Théâtre-Studio Alfortville et en tournée en France
- 2013 : Trois Sœurs d'Anton Tchekhov, Théâtre-Studio Alfortville, et en tournée en France
- 2015 : La Cerisaie d'Anton Tchekhov,  mise en scène Christian Benedetti, festival des Nuits de Fourvière, reprise en tournée en France
- 2016 : La Cerisaie d'Anton Tchekhov, mise en scène Christian Benedetti, Théâtre du Soleil - Cartoucherie de Vincennes
- 2017 : Blasted de Sarah Kane,  mise en scène Christian Benedetti, Théâtre-Studio Alfortville
- 2018 :  La Cerisaie d'Anton Tchekhov, mise en scène Christian Benedetti, en tournée en France et au Théâtre-Studio Alfortville
- 2018 :  Obsession de et mis en scène Soeuf Elbadawi en tournée et au Théâtre-Studio Alfortville
- 2018 : Ivanov d'Anton Tchekhov Théâtre de l'Athénée Louis Jouvet et en tournée
- 2022 : 137 évanouissements Tchekhov une intégrale (Ivanov, La Mouette, Oncle Vania, Trois Sœurs / la Cerisaie  / Sans père et les pièces en un acte) au Théâtre-Studio Alfortville

### Metteur en scène
- 1976 :  Le Primitif de Léon Rosselson, Théâtre du Gymnase Marseille
- 1977 : Tartuffe de Molière, Théâtre du Gymnase Marseille

- 1980 : La Mouette d'Anton Tchekhov, Conservatoire national supérieur d'art dramatique
- 1982 : La Mort en ce théâtre de Christian Benedetti, Festival d'Avignon
- 1983 : Le Corps à refaire de Marcel Bozonnet, Théâtre national de Chaillot
- 1983 : Mademoiselle Julie d'August Strindberg, Théâtre Édouard VII (avec Isabelle Adjani)
- 1986 : Oncle Vania d'Anton Tchekhov, Théâtre de l'Est parisien

- 1990 : Liliom de Ferenc Molnár, Cartoucherie de Vincennes
- 1992 : Ivan le Terrible d'après Sergueï Eisenstein, Cartoucherie de Vincennes
- 1993 : Woyzeck de Georg Büchner, Cartoucherie de Vincennes
- 1995 : Une parole pour la Bosnie d'après Les Bosniaques de Velibor Čolić, Friche de la Belle de Mai
- 1996 : Électre de Sophocle, Théâtre du Gymnase Marseille
- 1996 : Elisabeth II (pas une comédie) de Thomas Bernhard, festival de Dijon
- 1997 : Sauvés d'Edward Bond, pour l'inauguration du Théâtre-Studio
- 1998 : Faust de Goethe Théâtre de la Tempête
- 1998 : Roberto Zucco de Bernard-Marie Koltès, Festival Prima dell' Teatro de San Miniato
- 1998 : Mardi d'Edward Bond, Théâtre-Studio d'Alfortville
- 1998 : Les Terres de minuit de Mounsi, avec Samy Naceri, Théâtre-Studio d'Alfortville
- 1999 : Sauvés d'Edward Bond, Théâtre-Studio d'Alfortville

- 2000 :  Blasted de Sarah Kane, Théâtre-Studio d'Alfortville
- 2001 : Onze débardeurs d'Edward Bond, création en France, Théâtre-Studio d'Alfortville
- 2001 : 4.48 Psychose de Sarah Kane, création en France, Théâtre-Studio d'Alfortville
- 2002 : Torrito II de Dominique Probst, avec Roger Miremont et Aldo Romano à la batterie, Théâtre-Studio d'Alfortville
- 2002 : Existence d'Edward Bond, création mondiale, Théâtre-Studio d'Alfortville
- 2002 :  Blasted  de Sarah Kane, Théâtre Nanterre-Amandiers
- 2002 :  Blasted, Crave, 4.48 Psychose de Sarah Kane, avec les acteurs du Teatrul Tineretului de Piatra Neamţ, en Roumanie, puis tournée à Iaşi, Clij, et Bucarest Théâtre Bulandra (avec Anamaria Marinca)
- 2003 : Les Enfants d'Edward Bond, avec des enfants incarcérés en Roumanie (pénitencier de Satu Mare-Craiova-Târgu Ocna (avec Anamaria Marinca)
- 2003 : Supermarché de Biljana Srbljanović, création en France, Théâtre-Studio d'Alfortville, Prix spécial de la mise en scène au Festival international de Novi Sad (Serbie)
- 2004 : La Trilogie de Belgrade de Biljana Srbljanović, Théâtre Nanterre-Amandiers, Piccolo Teatro di Milano, Théâtre-Studio d'Alfortville
- 2004 : Les Relations de Claire de Dea Loher, Théâtre Nanterre-Amandiers, Piccolo Teatro di Milano
- 2004 : Amérique, suite de Biljana Srbljanović, création mondiale, Théâtre-Studio d'Alfortville
- 2005 : Peanuts de Fausto Paravidino, Théâtre 13, création en France
- 2005 : Les Enfants d'Edward Bond, avec des jeunes incarcérés à Fresnes
- 2005 : Stop the tempo de Gianina Cărbunariu, Théâtre-Studio d'Alfortville, puis tournée en France, en Roumanie et Bulgarie
- 2007 : Kebab de Gianina Cărbunariu, Théâtre-Studio d'Alfortville, création européenne
- 2007 : Onze débardeurs d'Edward Bond, avec les acteurs du Théâtre libre de Minsk, (Biélorussie)
- 2009 : Avant-Hier/Après demain de Gianina Cărbunariu, création en France, Théâtre-Studio d'Alfortville
- 2009 : 4.48 Psychosis de Sarah Kane, Young Vic Theatre Londres (avec Anamaria Marinca)
- 2009 : New York 2001 de Christophe Fiat, création mondiale, Théâtre-Studio d'Alfortville

- 2010 : Piscine (pas d'eau) de Mark Ravenhill, création en France, Théâtre-Studio d'Alfortville
- 2010 : La Guerre est finie, qu'est-ce qu'on fait ? d'après Gianina Cărbunariu, Théâtre du Beauvaisis
- 2011 : La Mouette d'Anton Tchekhov, Théâtre du Beauvaisis, Théâtre-Studio Alfortville
- 2012 : Oncle Vania d'Anton Tchekhov, Théâtre-Studio Alfortville, Théâtre du Beauvaisis (Beauvais).
- 2012 : Savannah Bay de Marguerite Duras, Théâtre d'Art Anton Tchekhov de Moscou
- 2012 : La Mouette et Oncle Vania d'Anton Tchekhov, Théâtre de l'Athénée Louis Jouvet et Théâtre-Studio Alfortville
- 2013 : La Mouette et Oncle Vania d'Anton Tchekhov, en tournée en France
- 2013 : Existence d'Edward Bond et Lampedusa Beach de Lina Prosa, Comédie-Française
- 2013 : Trois Sœurs d'Anton Tchekhov, Théâtre-Studio Alfortville, et en tournée en France
- 2014 : La Mouette, Oncle Vania, Trois Sœurs d'Anton Tchekhov, Théâtre-Studio Alfortville
- 2015 : Trois Sœurs d'Anton Tchekhov, Théâtre de l'Athénée Louis Jouvet
- 2015 : La Cerisaie,  et La Mouette, Oncle Vania, Trois Sœurs d'Anton Tchekhov festival des Nuits de Fourvière, reprise en tournée en France
- 2016 : La Cerisaie d'Anton Tchekhov, Théâtre du Soleil - Cartoucherie de Vincennes
- 2017 :  Blasted et 4.48 Psychosis de Sarah Kane, Théâtre-Studio Alfortville
- 2018 :  La Cerisaie d'Anton Tchekhov, en tournée en France et au Théâtre-Studio Alfortville
- 2018 : 4.48 Psychosis de Sarah Kane, Théâtre-Studio Alfortville
- 2018 : Ivanov d'Anton Tchekhov Théâtre de l'Athénée Louis Jouvet et en tournée
- 2022 : 137 évanouissements Tchekhov une intégrale (Ivanov, La Mouette, Oncle Vania, Trois Sœurs / la Cerisaie  / Sans père et les pièces en un acte) au Théâtre-Studio Alfortville
- 2023-2024 : Guerre de Lars Norén au Théâtre-Studio Alfortville
- 2024 :  La Mouette d'Anton Tchekhov , Teatrul Tineretului - Piatra Neamt et  Teatrul Notara - Bucarest (Roumanie)
- 2024 : Stop the Tempo ! de  Gianina Cărbunariu, Théâtre-Studio d'Alfortville. reprise prévue en novembre 2025 au Théâtre de Belleville

### Structures
Il crée le théâtre :
- Théâtre-Studio en 1997 dans un ancien entrepôt à Alfortville[3]
- Théâtre-Studio lieu de création de la Compagnie Christian Benedetti est aussi un terrain d'expérimentation. Edward Bond et Gianina Cărbunariu en sont les auteurs associés. Sylvain Creuzevault en est le metteur en scène invité tout le temps, ainsi que Nina D. Villanova et sa compagnie Les pierres d’attente. Fanny Gaillard est artiste associée.